# جون غيتس (صحفي)
جون غيتس (بالإنجليزية: John Gates)‏ هو محرر وصحفي أمريكي، ولد في 1913 في نيويورك في الولايات المتحدة، وتوفي في 23 مايو 1992 في ميامي بيتش في الولايات المتحدة.